# Gadarpur
Gadarpur es una ciudad  y  municipio situada en el distrito de Udham Singh Nagar,  en el estado de Uttarakhand (India). Su población es de 19301 habitantes (2011). Se encuentra a 234 km de Delhi

## Demografía
Según el censo de 2011 la población de Gadarpur era de 19301 habitantes, de los cuales 10168 eran hombres y 9133 eran mujeres. Gadarpur tiene una tasa media de alfabetización del 79,66%, superior a la media estatal del 78,82%: la alfabetización masculina es del 85,10%, y la alfabetización femenina del 73,55%.